# Nirvana (álbum de Nirvana)
Nirvana é o terceiro álbum póstumo da banda grunge estadunidense Nirvana, lançado em outubro de 2002.

## Pano de fundo
Nirvana foi o terceiro álbum do Nirvana a ser lançado após a morte do vocalista/guitarrista Kurt Cobain em abril de 1994, e o primeiro a apresentar material de estúdio. Ele contém a "You Know You're Right", uma canção gravada durante o ensaio final da banda de janeiro de 1994. O álbum também inclui uma seleção das canções mais populares da banda, tiradas principalmente de Nevermind, de 1991 e In Utero, de 1993, mas também contém três canções pré-Nevermind e duas canções gravadas durante o set do MTV Unplugged da banda no final de 1993. Nirvana estreou no #3 na Billboard 200 e vendeu mais de 3,500,000 cópias pelo mundo (exceto Ásia) até novembro de 2003. Atualmente, o álbum vendeu cerca de 10 milhões de cópias pelo mundo, e vendeu sozinho aproximadamente 3.2 milhões de cópias nos Estados Unidos de acordo com o Soundscan.

## Ação judicial
Nirvana foi lançado seguindo a determinação de uma longa disputa judicial entre a viúva de Cobain, Courtney Love, e os membros restantes do Nirvana, Krist Novoselic e Dave Grohl. Grande parte da disputa centrou-se em torno de "You Know You're Right", que Novoselic e Grohl queriam a liberação de um longo atraso do box set do Nirvana. Entretanto, Love bloqueou a liberação, e processou Novoselic e Grohl sobre o controle do legado do Nirvana.
A ação judicial de Love manteve-se em "You Know You're Right" que foi um "'hit' potencial de extraordinário valor artístico e comercial". Ela acreditava que "You Know You're Right" seria "desperdiçada" em um box set, e em vez disso pertencesse a uma compilação disco-single similar ao álbum 1 dos Beatles. Em setembro de 2002, ele foi anunciado pelo acampamento Nirvana que a ação havia sido resolvida, e que "You Know You're Right" seria lançada no "Nirvana, um CD da história da banda".

## Lista de faixas
Todas as canções escritas por Kurt Cobain, exceto onde indicado.
| N.º | Título                        | Compositor(es)              | Álbum original                   | Duração |  |
| 1.  | "You Know You're Right"       |                             | inédita                          | 3:38    |  |
| 2.  | "About A Girl"                |                             | Bleach (1989)                    | 2:49    |  |
| 3.  | "Been a Son"                  |                             | Blew (1989)                      | 2:23    |  |
| 4.  | "Sliver"                      | Cobain Krist Novoselic      | single (1990)                    | 2:14    |  |
| 5.  | "Smells Like Teen Spirit"     | Cobain Novoselic Dave Grohl | Nevermind (1991)                 | 5:01    |  |
| 6.  | "Come As You Are"             |                             | Nevermind (1991)                 | 3:39    |  |
| 7.  | "Lithium"                     |                             | Nevermind (1991)                 | 4:17    |  |
| 8.  | "In Bloom"                    |                             | Nevermind (1991)                 | 4:15    |  |
| 9.  | "Heart-Shaped Box"            |                             | In Utero (1993)                  | 4:41    |  |
| 10. | "Pennyroyal Tea" (Single Mix) |                             | In Utero (1993)                  | 3:38    |  |
| 11. | "Rape Me"                     |                             | In Utero (1993)                  | 2:51    |  |
| 12. | "Dumb"                        |                             | In Utero (1993)                  | 2:34    |  |
| 13. | "All Apologies"               |                             | MTV Unplugged in New York (1994) | 3:51    |  |
| 14. | "The Man Who Sold The World"  | David Bowie                 | MTV Unplugged in New York (1994) | 3:47    |  |

O álbum ainda conta com uma versão alternativa de "Been a Son", que até então só constava no EP Blew; e com uma mixagem diferente de "Pennyroyal Tea", preferida por Kurt Cobain para ter entrado no disco In Utero.

## Ligações Externas
- Courtney Love processa Grohl e Novoselic, Bloqueia a Raridade Nirvana por Teri van Horn, MTV News, 29 de junho, 2001
- Um pedaço de Kurt Cobain por Jim DeRogatis, 10 de março, 2002